# Ram Sarup Singh
Ram Sarup Singh, född den född 12 april 1912, stupad i strid den 25 oktober 1944, var en subadar vid 1st Punjab Regiment, Brittisk-indiska armén. Han belönades postumt med Viktoriakorset när han som plutonchef i Burma ledde försvaret av en ställning som hans pluton nyss tagit. Trots att subadar Singh var sårad i bägge benen ledde han plutonens motanfall, blev sårad på nytt men fortsatte anfallet till han stupade.